# نوفيلدا

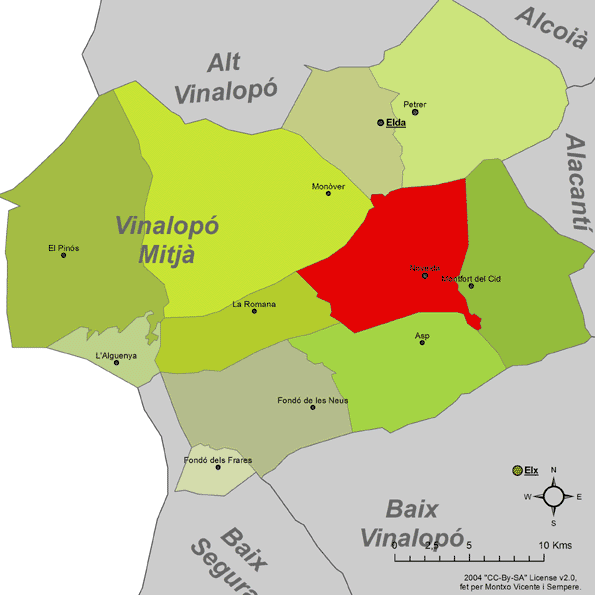
موقع البلدية

بلدية نوفيلدا (بالإسبانية: Novelda)‏، هي بلدية تقع في مقاطعة اليكانتي. جنوب شرق إسبانيا. يبلغ عدد سكانها 26.233 نسمة.

## توأمة
لنوفيلدا اتفاقيات توأمة مع كل من:
- كرارا
- كاماغواي

## أعلام
- بيدرو ألبرتو كانو أريناس
- فيرناندو بيخار
- ماريو غاسبار

## وصلات خارجية
- (بالإسبانية)